# Parque nacional de las islas Zembra y Zembretta
El Parque nacional de las islas Zembra y Zembretta es un área protegida situada al nordeste del golfo de Túnez, en la gobernación de Nabeul. Es el primer parque nacional creado en Túnez, en 1977, mientras que Naciones Unidas lo declaraba Reserva de la biosfera en 1981 con 791 ha, incluyendo las zonas marítimas cercanas. Está formado por dos islas, Zembra y Zembretta, separadas unos 5 km, así como una zona marítima a su alrededor de en torno a 1,5 millas marinas. El parque, en el extremo del golfo de Túnez, está a 15 km de Sidi Daud en el cabo Bon, y a 55 km de la ciudad de La Goulettte.
Se creó porque es un lugar por excelencia de reunión y cría de la pardela atlántica en la parte terrestre de las islas, así como de la rara gaviota de Audouin, y por una fauna marina que, llevada por las corrientes marinas viene a refugiarse en las paredes rocosas de los fondos marinos. Una corriente marina, rica en elementos nutritivos, procedente del Atlántico, que bordea las costas de Marruecos y Argelia, juega un importante papel en la fauna y flora marinas de las islas.

## Características
La isla de Zembra tiene 3,9 km2 y un perímetro de 9 km, con 3,2 km de longitud por 2,8 km de anchura. Consiste prácticamente en un peñasco con una altitud máxima de 435 m y está deshabitada. Hay un antiguo puerto en la costa sur y suele usarse por el ejército. La isla de Zembretta solo tiene 2 hectáreas, 400 m de largo por 50 m de ancho y una altura máxima de 53 m.

#### Fauna
La fauna marina se compone esencialmente de moluscos (56 especies), equinodermos (21 especies) y peces (21 especies). El mero blanco (Epinephelus aeneus), la lubina, la cigarra de mar y numerosas especies de espáridos, caracterizan la región de Zembra. Se ha señalado la presencia de foca monje, aunque desapareció en 1975, y delfines en los alrededores. La fauna terrestre está formada por gaviotas, gavilanes, cormoranes, codornices, halcón peregrino, paloma bravía y la abundante pardela atlántica (unas 25.000 entre febrero y octubre). Ss señala la presencia de especies introducidas como ovejas, gatos, ratones y ratas nagras.
Zembra es la única zona de África donde el conejo europeo vive en estado salvaje. Se han introducido algunos muflones que viven en el maquis y las regiones ventosas del sudoeste de la isla. Los reptiles están representados por la salamanquesa común, el eslizón ocelado y algunas culebras bastardas.

#### Flora
En Zembra hay más de 260 especies de plantas. Solo hay dos árboles, el acebuche u olivo salvaje y la sabina negral, si bien son especies arbustivas. En el centro de la isla hay lentiscos, brezos, madroños y jaras que sobrepasan raramente los dos metros de altura. Por debajo de 50 m hay vegetación halófita, Erodium maritimum, armuelle y Sedum rubens. El cinturón formado entre 50 y 350 m por el olivo y el lentisco es una rareza en las islas de la cuenca mediterránea. En las zonas con agua salada hay Salicornia. Entre los árboles hay líquenes y musgos.
Hay cuatro especies de plantas endémicas de las islas, una de las cuales recibe el nombre de las islas, Limonium zembrae.
Zembretta está sobre todo cubierta por vegetación halófita, con algunas alcaparras en las rocas de la vertiente sudeste. La cima está cubierta de lentiscos, labiérnagos y acebuches, así como algunos palmitos.